# Márcio Alexandre Santos Machado
Márcio Alexandre Santos Machado (sinh ngày 18 tháng 5 năm 1998) là một cầu thủ bóng đá người Bồ Đào Nha thi đấu cho F.C. Penafiel ở vị trí tiền đạo.

## Sự nghiệp câu lạc bộ
Ngày 18 tháng 3 năm 2018, Márcio có màn ra mắt cho Penafiel trong trận đấu tại LigaPro 2017–18 trước Santa Clara.